# Kemedzung
Le kemedzung (ou dumbo, dzumbo, kemezung, kumaju) est une langue bantoïde méridionale, dite « béboïde », parlée dans la Région du Nord-Ouest au Cameroun, dans le département du Donga-Mantung, dans l'arrondissement de Misaje, au nord-ouest de Nkambe, autour de Dumbu et dans le village de Kwei.
3 540 locuteurs ont été dénombrés en 2008.

## Écriture
| Majuscules | A | B | C | D | E | Ə | Ɛ | F | G | H | I | Ɨ | J | K | L |
| Minuscules | a | b | c | d | e | ə | ɛ | f | g | h | i | ɨ | j | k | l |
| Majuscules | M | N | Ŋ | O | Ɔ | P | S | T | U | W | Y | Z |   |   |   |
| Minuscules | m | n | ŋ | o | ɔ | p | s | t | u | w | y | z |   |   |   |